# Кшиштоф Сошинський
Кшиштоф Сошинський (пол. Kʂɨʂtɔf Sɔʂɨɲskʲi; нар. 2 серпня 1977) — польсько-канадський боєць змішаних єдиноборств (ММА).

## Рання життя
Сошинський народився в місті Стальова Воля, у Польщі. Він жив там до 10 років, коли його сім'я переїхала в Вінніпег, провінція Манітоба, Канада. У Канаді він захопився канадським футболом, однак незабаром його пристрастю стає бодібілдинг. Одночасно з цим, Сошинський починає навчання бразильському виду єдиноборства, джиу-джитсу, за яким згодом отримує чорний пояс. Паралельно він відвідує тренажерний зал, де займається під керівництвом Родріго мундуруку. Зважаючи на брак грошей Кшиштофу проходиться підробляти, щоб оплатити свої заняття.

### Вивчення бойових мистецтв
В цей же час Сошинський став вивчати єдиноборства, вирішивши для себе, що його майбутнє в боях без правил. Одним з його тренерів стає професійний борець Аллен Коджи (англ. Allen Coage), який був бронзовим призером по дзюдо в 1976 році на Олімпійських іграх. Він також тренується під керівництвом Дена Хендерсона в Каліфорнії. Завдяки цим тренуванням, Кшиштоф згодом домагається значних успіхів як в ударній техніці, так і в мистецтві боротьби.

## Кар'єра в змішаних єдиноборствах

### ВUltimate Fighter
Сошинський виступав у UF, де він переміг Майка Стюарта і Кайла Кінгсбері на шляху до півфіналу, в якому поступився Вінні Магалейзу.

### ВUFC
Сошинський дебютував в UFC проти Шейна Пріммі, якого він переміг больовим прийомом Кімура. Його другий бій був на UFC 97, де Сошинський знову використав Кімура, щоб перемогти Брайана Стена (чемпіона World Extreme Cagefighting в середній вазі). У наступному бою Кшиштоф брав участь як пізньої заміни Х'юстона Олександра на UFC 98, нокаутувавши Андре Гусмао на четвертій хвилині у першому раунді. У наступному бою Сошинський знову бере участь як заміна для травмованого Метта Хемілла проти Брендона Віри на UFC 102, який він програв за одностайним рішенням суддів, в результаті чого його результат в UFC став 3-1. Наступний бій він провів проти Стефана Боннара 21 лютого 2010 на UFC 110. У цьому бою Кшиштоф перемагає в третьому раунді через розсічення, хоча після бою багато хто з фахівців схилялися до того, що польський боєць навмисне завдав розсічення головою. Після бою було скликано колегію суддів, яка вирішила не скасовувати підсумок бою. Після його засідання обидва бійці заявили, що вважають за необхідне провести матч-реванш. Бажання бійців було задоволено, і матч-реванш відбувся на UFC 116. У другому раунді, під час боротьби в стійці, Сошинський попався на удар коліном, після чого отримав серію безмовних ударів, програвши технічним нокаутом. У наступному бою Сошинський стикається з Гораном Рельджіком 13 листопада 2010 на UFC 122. Цей бій він виграв одноголосним рішенням суддів.
Наступний бій за участю Сошинський був запланований проти Ентоні Пероша 11 червня 2011 в UFC 131. Однак, Перош був змушений відмовитися від бою у зв'язку з травмою. Його замінив Ігор Покраджак. Однак і Покраджак також був травмований і згодом замінений повернення в UFC ветераном Майком Маззенціо. У цьому бою Сошинський переміг одноголосним рішенням суддів.

## Особисте життя
Кшиштоф Сошинський одружений, дружину звуть Женев'єва. Від попереднього шлюбу має сина, Миколи.